# 曾詠
曾咏（?—1862年），字永言，号吟村，四川华阳人，清朝政治人物。

## 生平
世代為農民。道光二十四年（1844年）甲辰科三甲进士，授户部主事，官至江西吉安府知府。咸丰元年（1851年），娶左锡嘉為妻。太平軍攻城時棄城逃跑，與丁日昌同被革職。咸豐十一年（1861年）十月應曾國藩之邀至安慶佐赞军事。同治元年（1862）壬戌闰八月初二日巳时，因积劳成疾卒於军旅。左锡嘉赴奔丧，扶枢携子女归蜀。赠太仆寺卿。其子曾光煦以父荫选授山西定襄县知县。其女曾懿为清末民初教育家。